# سفاهة
السفاهة من الألفاظ التي وردت في القرآن والسنة للنهي عنها والتحذير منها والإزراء بمن تلبس بها، وكيفية التعامل مع من اتصف بها، وهي تعني خِفَةُ الحلم والرأي، يقال ثوبٌ سفيه إذَا كان خفيفاً.وهي جهالة وسخافة عقل. وحماقةوفي الفقه الإسلامي تطلق السفاهة على إساءة التصرف أو التصرف بما يناقض الحكمة.وفي معجم لغة الفقهاء: السفه: بالتحريك مصدر سفه، الخفة والحركة. (foolishness، Stupidity) التصرف بما يناقض الحكمة. ويطلق على من أساء التصرف في المال «السفيه» (Prodigality).

## مصطلحات مقاربة
للسفه مصطلحات مقاربة له بالمعنى ولكنها قد تختلف عنه من وجوه ومنها:
- الطيش:

- الفرق بين السَّفَه والطَّيش:
السَّفَه: نقيض الحكمة، ويستعار في الكلام القبيح، فيقال: سَفِه عليه إذا أسمعه القبيح، ويقال للجاهل: سَفِيهٌ.
والطَّيش: خِفَّةٌ معها خطأ في الفعل، وهو مِن قولك: طاش السَّهم. إذا خَفَّ فمضى فوق الهدف، فشُبِّه به الخفيف المفارق لصَواب الفِعْل.
- العَبَث:

- الفرق بين السَّفَه والعَبَث:
العَبَث: هو ما يخلو عن الفائدة، والسَّفَه: ما لا يخلو عنها، ويلزم منه المضرَّة، والسَّفَه أقبح مِن العَبَث، كما أنَّ الظُّلم أقبح مِن الجهل. قال بدر الدِّين الكردي: العَبَث هو الفعل الذي فيه غرض لكن ليس بشرعيٍّ، والسَّفَه ما لا غرض فيه أصلًا.
- الشَّتم:

- الفرق بين السَّفَه والشَّتم:
الشَّتم: يكون حسنًا، وذلك إذا كان المشتوم يستحقُّ الشَّتم.
والسَّفَه: لا يكون إلَّا قبيحًا.
- العته:

- الفرق بين السَّفَه والعته:
العته عبارة عن آفة ناشئة عن الذات توجب خللا في العقل فيصير صاحبه مختلط العقل، فيشبه بعض كلامه كلام العقلاء وبعضه كلام المجانين، بخلاف السفه، فإنه لا يشابه المجنون لكن تعتريه خفة، إما فرحا وإما غضبا.

## آيات ورد فيها مصطلح السفاهة ومشتقاتها
ورد لفظ «السفاهة» ومشتقاتها في القرآن في أحد عشر مواضعاً وهي:
1. قَالُوا أَنُؤْمِنُ كَمَا آمَنَ السُّفَهَاءُ ﴿13 البقرة﴾
2. أَلَا إِنَّهُمْ هُمُ السُّفَهَاءُ وَلَٰكِنْ لَا يَعْلَمُونَ ﴿13 البقرة﴾
3. سَيَقُولُ السُّفَهَاءُ مِنَ النَّاسِ مَا وَلَّاهُمْ عَنْ قِبْلَتِهِمُ الَّتِي كَانُوا عَلَيْهَا ﴿142 البقرة﴾
4. وَلَا تُؤْتُوا السُّفَهَاءَ أَمْوَالَكُمُ الَّتِي جَعَلَ اللَّهُ لَكُمْ قِيَامًا ﴿5 النساء﴾
5. أَتُهْلِكُنَا بِمَا فَعَلَ السُّفَهَاءُ مِنَّا ﴿155 الأعراف﴾
6. وَمَنْ يَرْغَبُ عَنْ مِلَّةِ إِبْرَاهِيمَ إِلَّا مَنْ سَفِهَ نَفْسَهُ ﴿130 البقرة﴾
7. فَإِنْ كَانَ الَّذِي عَلَيْهِ الْحَقُّ سَفِيهًا أَوْ ضَعِيفًا أَوْ لَا يَسْتَطِيعُ أَنْ يُمِلَّ هُوَ فَلْيُمْلِلْ وَلِيُّهُ بِالْعَدْلِ ﴿282 البقرة﴾
8. قَدْ خَسِرَ الَّذِينَ قَتَلُوا أَوْلَادَهُمْ سَفَهًا بِغَيْرِ عِلْمٍ ﴿140 الأنعام﴾
9. قَالَ الْمَلَأُ الَّذِينَ كَفَرُوا مِنْ قَوْمِهِ إِنَّا لَنَرَاكَ فِي سَفَاهَةٍ ﴿66 الأعراف﴾
10. قَالَ يَا قَوْمِ لَيْسَ بِي سَفَاهَةٌ وَلَٰكِنِّي رَسُولٌ مِنْ رَبِّ الْعَالَمِينَ ﴿67 الأعراف﴾
11. وَأَنَّهُ كَانَ يَقُولُ سَفِيهُنَا عَلَى اللَّهِ شَطَطًا ﴿4 الجن﴾

## أحاديث ورد فيها لفظ السفاهة ومشتقاتها
ورد في السنة أحاديث تحذر من السفاهة والسفهاء ومنها:
- النهي عن مماراة السفهاء: كما في الحديث: مَنْ طَلَبَ الْعِلْمَ لِيُجَارِيَ بِهِ الْعُلَمَاءَ، أَوْ لِيُمَارِيَ بِهِ السُّفَهَاءَ، أَوْ يَصْرِفَ بِهِ وُجُوهَ النَّاسِ إِلَيْهِ أَدْخَلَهُ اللَّهُ النَّارَ.[9]قال علي القاري: (أَوْ لِيُمَارِيَ بِهِ السُّفَهَاءَ) جَمْعُ السَّفِيهِ وَهُوَ قَلِيلُ الْعَقْلِ، وَالْمُرَادُ بِهِ الْجَاهِلُ أَيْ لِيُجَادِلَ بِهِ الْجُهَّالَ.[10]
- النهي تصدر السفهاء أمور الأمة: كما في الحديث: إِنَّهَا سَتَأْتِي عَلَى النَّاسِ سِنُونَ خَدَّاعَةٌ، يُصَدَّقُ فِيهَا الْكَاذِبُ، وَيُكَذَّبُ فِيهَا الصَّادِقُ، وَيُؤْتَمَنُ فِيهَا الْخَائِنُ، وَيُخَوَّنُ فِيهَا الْأَمِينُ، وَيَنْطِقُ فِيهَا الرُّوَيْبِضَةُ. قِيلَ: وَمَا الرُّوَيْبِضَةُ؟ قَالَ: السَّفِيهُ يَتَكَلَّمُ فِي أَمْرِ الْعَامَّةِ. وفي رواية: قِيلَ: وَمَا الرُّوَيْبِضَةُ؟ قَالَ: الْفُوَيْسِقُ يَتَكَلَّمُ فِي أَمْرِ الْعَامَّةِ.[11]
- التحذير من إمارة السفهاء: عن جابر بن عبد الله: (أنَّ النَّبيَّ قال لكعب بن عجرة: أعاذك الله مِن إمارة السُّفَهاء. قال: وما إمارة السُّفَهاء؟ قال: أمراء يكونون بعدي، لا يقتدون بهديي، ولا يستنُّون بسنَّتي، فمَن صدَّقهم بكذبهم، وأعانهم على ظلمهم، فأولئك ليسوا منِّي ولست منهم، ولا يردوا على حوضي، ومَن لم يصدِّقهم بكذبهم ولم يعنهم على ظلمهم، فأولئك منِّي وأنا منهم، وسيردوا على حوضي..)[12]قال المناوي: قال المناوي: (إمارة السُّفَهاء -بكسر الهمزة-. أي: ولايتهم على الرِّقاب؛ لما يحدث منهم مِن العنف والطَّيش والخِفَّة، جمع سَفِيهٍ، وهو ناقص العقل، والسَّفَه)[13]

## السفاهة في الأديان
تستخدم في العهد الجديد بضع كلمات يونانية للدلالة على معاني السفاهة مثل:
1. «مورولجيا» ومعناها «كلام السفاهة».[14]
2. «أفروزونيه» (aphrosune`) وتعني نقص الحكمة[15]
3. «موراينو» (moraino) ومعناها «يصبح جاهلًا»[16]
4. “moria” (موريا) بمعنى جهالة.[17]

## من صفات السفهاء في القرآن
- الإفساد:

يفسدون في الأرض ويحسبون أنهم مصلحون كما في قوله تعالى: ﴿وَإِذَا قِيلَ لَهُمْ لَا تُفْسِدُوا فِي الْأَرْضِ قَالُوا إِنَّمَا نَحْنُ مُصْلِحُونَ * أَلَا إِنَّهُمْ هُمُ الْمُفْسِدُونَ وَلَكِنْ لَا يَشْعُرُونَ﴾.
- سوء القول على الله تعالى:

﴿وَأَنَّهُ كَانَ يَقُولُ سَفِيهُنَا عَلَى اللَّهِ شَطَطًا ﴾.قال السعدي: أي: قولاً جائرًا عن الصواب، متعدياً للحد، وما حمله على ذلك إلا سفهه وضعف عقله، وإلا فلو كان رزينا مطمئنا لعرف كيف يقول.
- لا يحسنون التصرف:

لاسيما في المال إسرافاً وتبذيراً، قال تعالى:﴿وَلَا تُؤْتُوا السُّفَهَاءَ أَمْوَالَكُمُ الَّتِي جَعَلَ اللَّهُ لَكُمْ قِيَامًا﴾.قال الشَّافعي: (السَّفيه: المبَذِّر المفسد لماله أو في دينه).
- الاعتراض على أحكام الشريعة:

﴿سَيَقُولُ السُّفَهَاءُ مِنَ النَّاسِ مَا وَلَّاهُمْ عَنْ قِبْلَتِهِمُ الَّتِي كَانُوا عَلَيْهَا قُلْ لِلَّهِ الْمَشْرِقُ وَالْمَغْرِبُ يَهْدِي مَنْ يَشَاءُ إِلَى صِرَاطٍ مُسْتَقِيمٍ﴾قال السعدي: أخبر تعالى أنه سيعترض السفهاء من الناس، وهم الذين لا يعرفون مصالح أنفسهم، بل يضيعونها ويبيعونها بأبخس ثمن، على أحكام الله وشرائعه.

## من أحكامالفقه الإسلاميفي السفيه
- الحجر على السفيه:[21]

السفيه هو مَن يبذِّر ماله ويصرفه في غير موضعه الصحيح بما لا يتفق مع الحكمة والشرع.
حكمه: جمهور العلماء على أنه يُحجَر على السفيه كما يحجر على الصبي والمجنون، وقال أبو حنيفة: لا يحجر على الحر العاقل البالغ بسبب السفه أو الدين والفسق أو الغفلة؛ لأن في سلب ولايته على ماله إهدارًا لآدميته وإلحاقه بالبهائم، وهو أشد ضررًا من التبذير.
- تصرفات السفيه:

• لا تصح تبرعاته كالهبة والوقف؛ لأن التبرع ضرر محض، وليس السفيه من أهله حفاظًا لماله.
• ولا تصح شركته ولا حوالته، ولا تصح تصرفاته من بيع وشراء بغير إذن وليِّه.
• ويلتزم السفيه بواجباتِه الشرعية كنفقةِ زوجته وأولاده، وتجب عليه الفرائض الدينية المتعلقة بالأموال كالزكاة.
• ويصح نكاحه بإذن وليه، وبغير إذنه إن احتاج إليه ويتقيد بمهر المثل.
• ويصح طلاقه، وظهاره، وإيلاؤه، ولعانه، ووصيته؛ لأنها محض مصلحته.

## أقوال الحكماء في التحذير من السفاهة والسفهاء
- عن أبي جعفر الخطمي أنَّ جدَّه عمير بن أوصى بنيه، قال لهم: (أي بني! إيَّاكم ومخالطة السُّفَهاء؛ فإنَّ مجالستهم داء، وإنَّه مَن يَحْلم عن السَّفيه، يُسَرَّ بحلمه، ومَن يُجِبه يندم).[24]
- أوصى المنذر بن ماء السَّماء ابنه النُّعمان بن المنذر، فقال: (آمرك بما أمرني به أبي، وأنهاك عمَّا نهاني عنه: آمرك بالشُّح في عِرْضك، والانخِدَاع في مالك، وأنهاك عن ملاحاة الرِّجال وسيَّما الملوك، وعن ممازحة السُّفَهاء.)[25]
- قال الشافعي:[26]

- وقال أيضاً:[27]

## وصلات خارجية
- موقع الدرر السنية
- موقع الآلوكة : مقال بعنوان ألا إنهم هم السفهاء.